# خورشیدگرفتگی ۴ اکتبر ۲۰۸۹

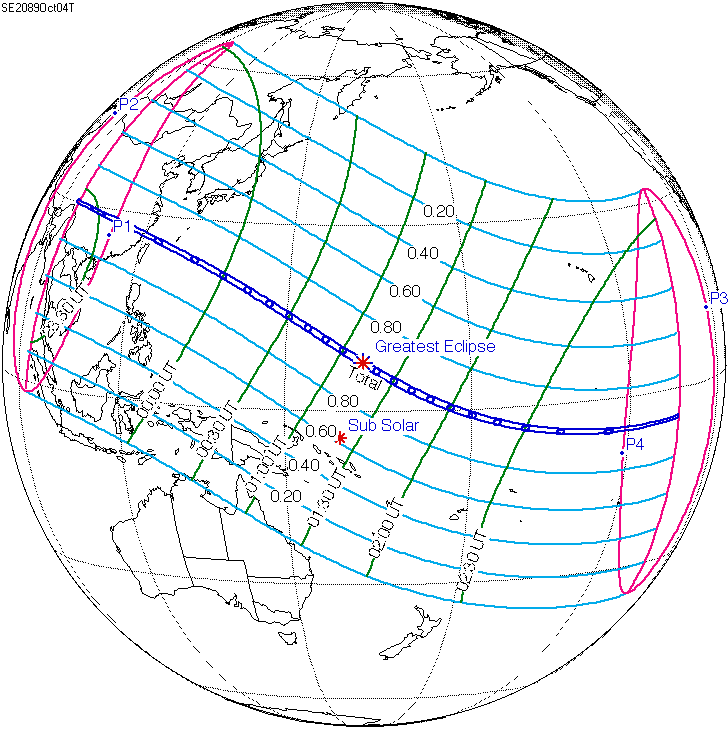
مدار های کره زمین

خورشیدگرفتگی ۴ اکتبر ۲۰۸۹ (به انگلیسی: Solar eclipse of October 4, 2089) یک خورشیدگرفتگی از نوع خورشیدگرفتگی کامل است. این خورشیدگرفتگی در تاریخ ۴ اکتبر ۲۰۸۹ میلادی (‎۱۳ مهر ۱۴۶۸ خورشیدی) روی خواهد داد که زمان اوج آن، ساعت ۱:۱۵:۲۳ به‌وقت ساعت هماهنگ جهانی است. مدت زمان و طول این خورشیدگرفتگی ۳ دقیقه و ۱۴ ثانیه خواهد بود.